# Stone Sour
Pour les articles homonymes, voir Sour (homonymie).
Stone Sour est un groupe de metal alternatif américain, originaire de Des Moines, dans l'Iowa. Il est fondé en 1992 par le chanteur Corey Taylor et le batteur Joel Ekman. Après plusieurs années peu fructueuses, Corey Taylor quitte le groupe en 1997 pour se joindre à Slipknot (dans lequel on retrouve également le guitariste James Root). Après avoir acquis une certaine notoriété grâce à Slipknot, Corey Taylor et James Root reviennent dans Stone Sour sans quitter Slipknot pour autant. Le groupe sort alors en 2002 son premier album éponyme grâce auquel le groupe est nommé deux fois aux Grammy Award, dans la catégorie « meilleure performance metal », pour les singles Get Inside (2003) et Inhale (2004). L'album est certifié disque d'or par la RIAA.

## Biographie

### Formation et débuts (1992–1997)
Stone Sour est fondé par Corey Taylor, qui devient, plus tard, le chanteur du groupe Slipknot, et le batteur Joel Ekman. Le vieil ami de Taylor, Shawn Economaki, se joint à eux, peu après, à la basse. Après formation, Stone Sour enregistre deux cassettes démos en 1992 et en 1994. Le groupe tient son nom d'un cocktail, le Stone Sour (whisky, jus d'orange et de la sauce aigre). Masqués dans le groupe Slipknot, Corey Taylor et James Root montrent leurs visages sur les photos de ce groupe. En 1995, Jim Root rejoint le groupe et le line-up est complet. En 1996, une nouvelle démo est enregistrée, composée de chansons présentes dans le premier album (Stone Sour, 2002). En 1997, l'activité du groupe est en suspens, pendant que Taylor et Root passent la majeure partie de leur temps avec Slipknot.

### Stone Souret inactivité (2002–2004)

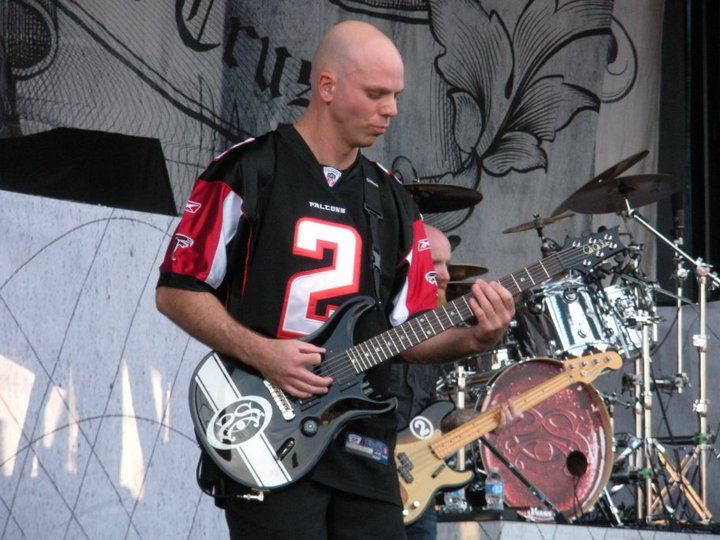
Josh Rand rejoint le groupe en 2001.

Après l'inclusion de Josh Rand dans le groupe, l’album Stone Sour est enregistré à Cedar Falls. Après parution, l'album atteint la 46e place du Billboard 200. La chanson Bother, présentée dans la bande originale du film Spider-Man, en 2002, (uniquement créditée à Taylor), atteint la deuxième place du Mainstream Rock Chart, la quatrième au Modern Rock Tracks, et la 56e au Billboard Hot 100. Le single suivant, Inhale, atteint la 18e place du Mainstream Rock Chart. Le groupe est nommé deux fois au Grammy Award, dans la catégorie « meilleure performance metal », pour les singles Get Inside et Inhale, respectivement en 2003 et 2004. L'album parvient finalement à être certifié disque d'or par RIAA. Le groupe participe à une tournée aux côtés des autres groupes de leur label, Sinch (en) et Chevelle, avant d'être temporairement inactif, du fait que Taylor et Root rejoignent de nouveau Slipknot pour une tournée et un nouvel album.

### Come What(ever) May(2005–2007)

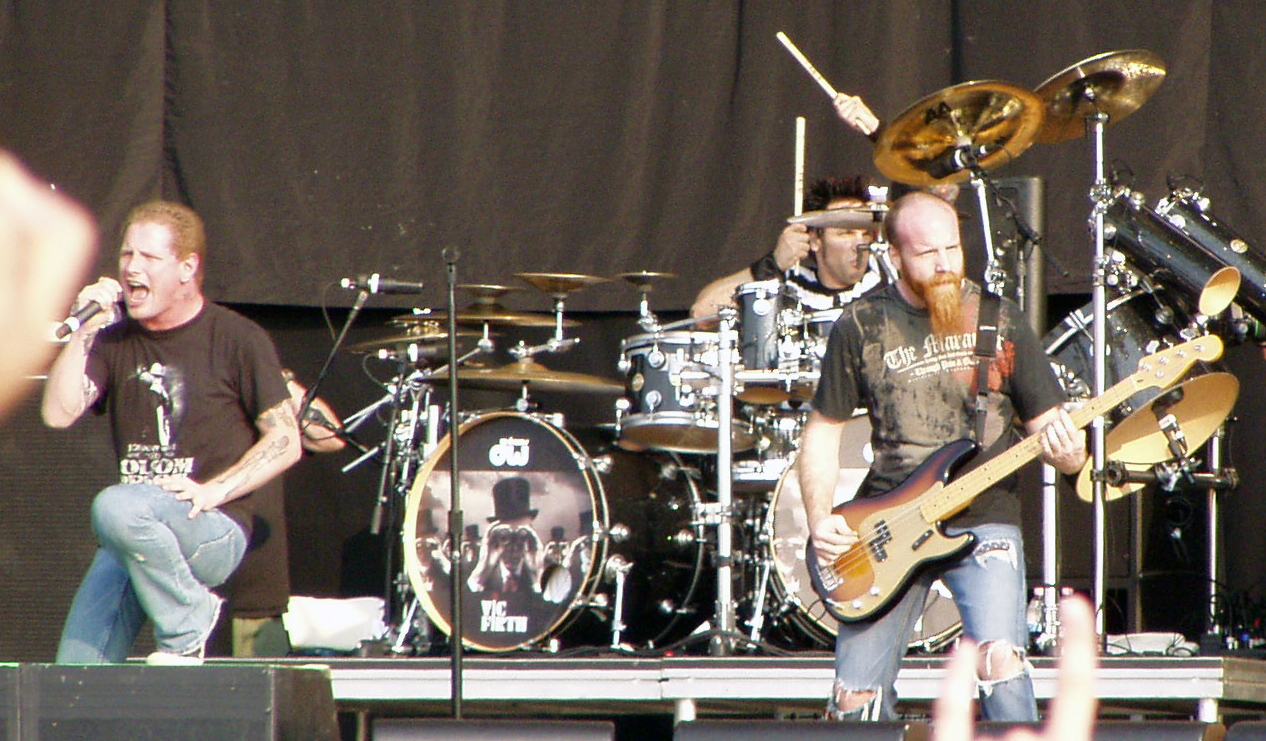
Stone Sour sur scène en 2007. De gauche à droite : Taylor, Mayorga etEconomaki.

Le groupe revient en 2006 pour l'enregistrement de son second album studio, Come What(ever) May et le batteur Joel Ekman (actuellement batteur du groupe Isaac James) quitte le groupe pour passer du temps avec son fils atteint d'un cancer, remplacé par Roy Mayorga (Soulfly, puis Amebix). La chanson 30/30-150 est enregistrée avec le batteur de Godsmack, Shannon Larkin. Cet album est commercialisé le 1er août 2006. Il est positivement accueilli et se vend à 80 000 exemplaires dans la première semaine de sa parution et accède à la 4e place du Billboard 200. Le groupe part ensuite en tournée pour un an et demi puis sort l'album  Live in Moscow, exclusivement via iTunes, le 14 août 2007.
Le single Sillyworld atteint la 2e place du Mainstream Rock Charts en 2006. Through Glass atteint la première place du Mainstream Rock Chart, la deuxième du Modern Rock Tracks, la 12e du Adult Top 40, et la 39e du Billboard Hot 100, également en 2006. Le groupe fait paraître deux nouveaux singles en 2007, Made of Scars et Zzyzx Rd., qui atteignent, respectivement, les 21 et 29e places du Mainstream Rock. En 2006, le groupe est nommé au Grammy Award pour la « Best Metal Performance » avec le single 30/30-150.

### Audio Secrecy(2009–2011)

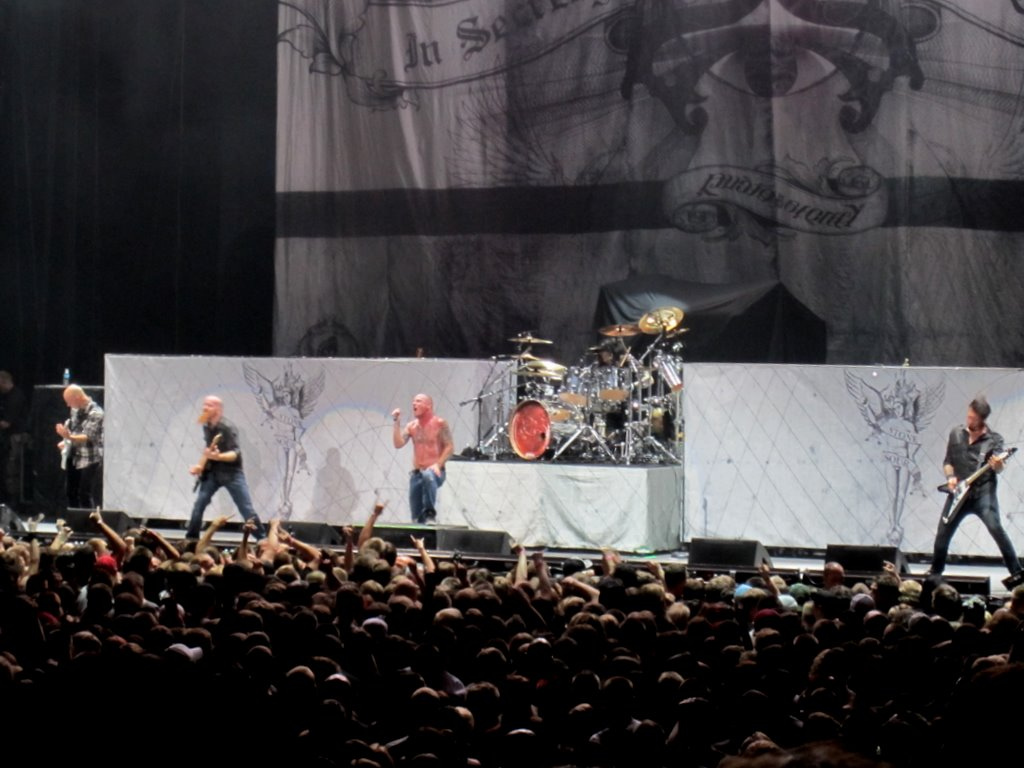
Stone Sour sur scène, en 2010.

Le troisième album du groupe, Audio Secrecy, est enregistré au Blackbird Studios de Nashville (Tennessee), avec le producteur Nick Raskulinecz, qui avait produit leur précédent album Come What(ever) May et commercialisé le 7 septembre 2010. Stone Sour participe à la première tournée du Rockstar Energy Drink Uproar Festival avec Avenged Sevenfold et Hollywood Undead, entre autres. Stone Sour annonce la date de sortie d' Audio Secrecy pour le 7 septembre 2010. Stone Sour participe au Soundwave Festival entre février et mars 2010, en Australie.
Le 16 avril 2011, le départ, pour raisons personnelles, du bassiste Shawn Economaki est annoncé. Pour la tournée, il est remplacé par Jason Christopher. En mai 2011, Stone Sour annule le restant de ces dates car le batteur Roy Mayorga a été frappé par un accident vasculaire cérébral sans gravité. Il s'est totalement remis. Le groupe joue sa dernière soirée en 2011, au second jour du Rock in Rio IV, qui se déroule à Rio de Janeiro, au Brésil, entre le 23 septembre et le 2 octobre. Le batteur Roy Mayorga n'est pas présent et est remplacé par le batteur de The Winery Dogs, Mike Portnoy.

### House of Gold & Bones Parts 1et2(2012–2013)

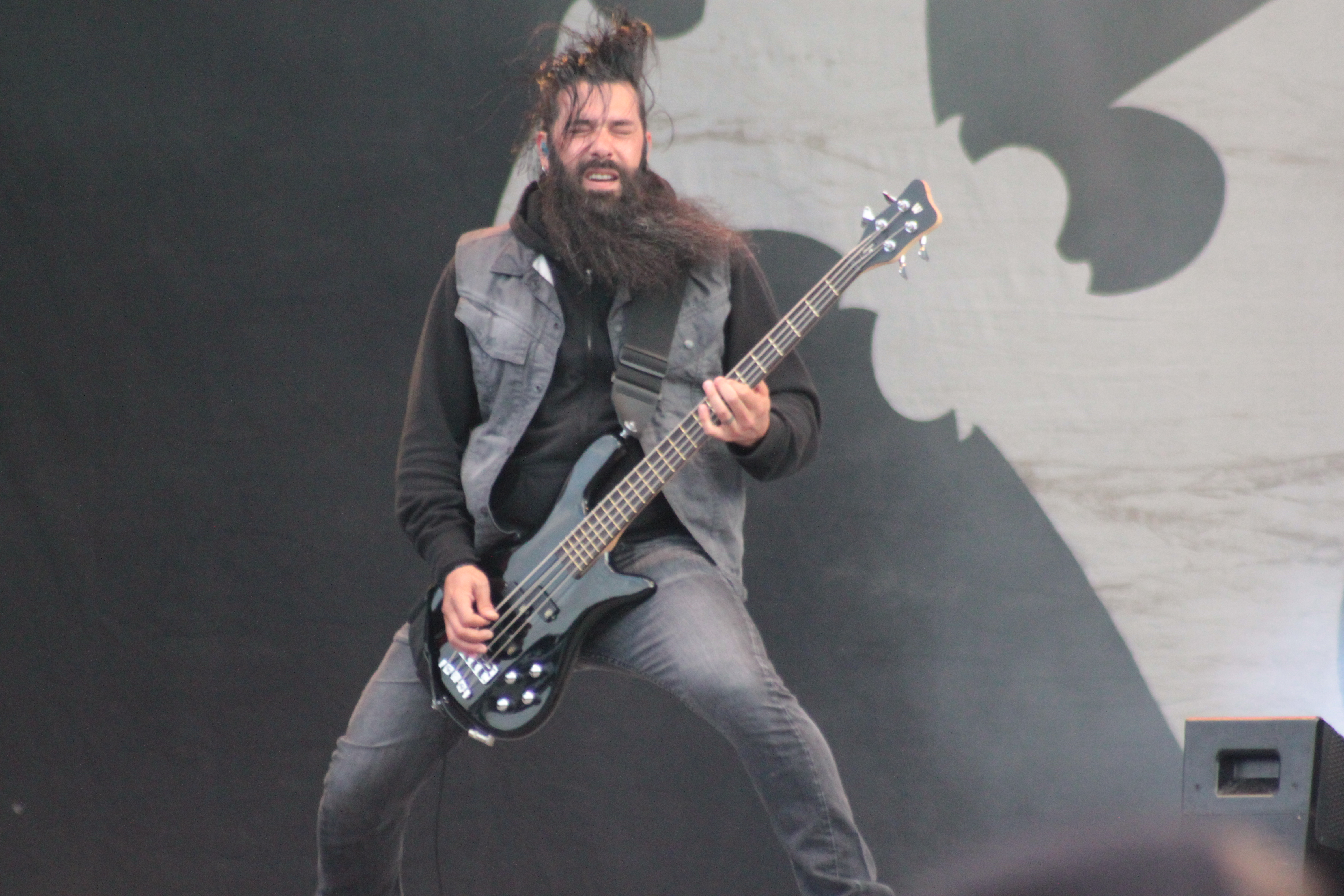
Johny Chow, au Hellfest 2013.

Stone Sour commence l'enregistrement de son quatrième album studio au début de 2012 et Corey Taylor explique que cet album devrait être un double album ou un album-concept, dans un mélange musical entre le titre The Wall de Pink Floyd et  Dirt d'Alice in Chains. Corey Taylor tweete, le 20 mars 2012, que l'enregistrement débute. James Root annonce, via Instagram, le 3 mai, le départ de Shawn Economaki qui est remplacé, en studio, par Rachel Bolan (Skid Row).
Le groupe fait paraître son premier DVD Live at Brighton en 2012, présentant leur performance du 7 novembre 2010. Corey poste de nouveau quelques informations sur l'album, via Twitter, le 11 juin 2012. L'album, intitulé House of Gold & Bones paraît en deux parties : la première (House of Gold and Bones - Part 1) est commercialisée le 23 octobre 2012 (le 22 en Europe) ; la seconde moitié House of Gold and Bones - Part 2 sort le 9 avril 2013 (le 8 avril en Europe). Les deux premiers titres de la Part 1, Gone Sovereign et le single officiel Absolute Zero passent à la radio fin août 2012. En décembre 2012, Corey Taylor annonce le premier single de House of Gold & Bones Part 2 comme étant Do Me a Favor,. Do Me a Favor est commercialisé en téléchargement le 12 février. La première chanson de la Part 2 est intitulée Red City.
Stone Sour participe au Soundwave Festival 2013, en Australie. Le 10 décembre, Corey Taylor confirme, lors d'une soirée à Brixton, la participation du groupe au Sunday at Download Festival 2013. Le 5 octobre, Josh annonce, via la page officielle Facebook de Stone Sour, que Johny Chow (Fireball Ministry et Cavalera Conspiracy) devrait jouer de la basse pendant leurs tournées House of Gold & Bones Parts 1 et 2. Le 3 décembre 2013, Corey Taylor confirme que le guitariste du groupe, James Root, ne partira pas en tournée avec Stone Sour en hiver 2013.

### BurbankEPs (2014-2015)
Le 17 avril 2015, ils sortent un EP intitulé Meanwhile In Burbank, composé de cinq reprises de différents groupes (Alice In Chains, Black Sabbath, Judas Priest, Kiss, Metallica). Le 9 février 2015, le groupe publie une vidéo pour leur reprise du titre The Dark de Metal Church. Le 27 novembre 2015, un deuxième EP de reprise de différents groupe (Mötley Crüe, Bad Brains, Iron Maiden, The Rolling Stones et Slayer) sort, dont un morceau en duo avec Lzzy Hale. 

### Hydrograd(depuis 2016)
Le 26 juillet 2016, Corey Taylor annonce que le groupe a écrit et fait des démos de 18 morceaux pour leur sixième album et qu'ils entreront en studio en janvier 2017. Durant l'année 2017, quatre singles de ce nouvel album sont dévoilés : Fabuless, Song #3, Taipei Person/Allah Tea et Mercy. Celui-ci s'intitule Hydrograd et sort le 30 juin 2017.
En août 2017, le groupe publie une nouvelle reprise, cette fois du titre Bombtrack de Rage Against the Machine pour la compilation Metal Hammer Goes 90s du magazine Metal Hammer et la version deluxe de leur album.
Le 10 août 2020, lors d'un podcast, Corey Taylor annonce que le groupe est actuellement en hiatus. 

## Membres

### Membres actuels
- Corey Taylor – chant, guitare (1992-1997, depuis 2002)
- Josh Rand – guitare rythmique (1992-1993, depuis 2002)
- Roy Mayorga – batterie (depuis 2006)
- Johny Chow (en) – basse (depuis 2012)
- Christian Martucci – guitare solo (depuis 2014)

### Anciens membres
- Joel Ekman – batterie (1992-1997, 2002-2006)
- Shawn Economaki – basse (1994-1997, 2002-2011), guitare solo (1993)
- James Root – guitare solo (1996-1997, 2002-2014)

## Discographie

### Albums studio
- 2002 : Stone Sour
- 2006 : Come What(ever) May
- 2010 : Audio Secrecy
- 2012 : House of Gold and Bones - Part 1
- 2013 : House of Gold and Bones - Part 2
- 2017 : Hydrograd

### Album live
- 2007 : Live in Moscow
- 2019 : Hello, You Bastards: Live In Reno

### EP
- 2015 : Meanwhile in Burbank...
- 2015 : Straight Outta Burbank